# عبد الغفور (اسم)
عبد الغفور هو اسم عربي يطلق على الذكور، وهو مستخدم في العهد الحديث كإسم وكلقب. وهو مكون من جزأين «عبد» و «الغفور». الغفور وهي اسم من اسماء الله الحسنى المذكورة في القرآن الكريم.
الأشخاص المسمون بعبد الغفور (اسم أو لقب):

## الأشخاص
- عبد الغفار خان (1890-1988)، قائد روحي وسياسي باكستاني
- أحمد عبد الغفور (مواليد 1987) لاعب كرة قدم كويتي
- ريهام عبد الغفور، ممثلة مصرية

## أخرى
- مسجد عبد الغفور، مسجد في سينغافورة